# Leggenda metropolitana
Una leggenda metropolitana o leggenda urbana è una storia insolita e inverosimile, trasmessa di norma oralmente, che a un certo punto della sua diffusione ottiene larga eco nei media, con ciò ricevendo una qualche patente di credibilità.
Fenomeno culturale assai diffuso, si chiama "metropolitana" o "urbana" non tanto per contrapposizione a un'eventuale aneddotica di tipo rurale o provinciale, quanto per il fatto che essa è nata e si è diffusa nella civiltà moderna, più legata alla città che alla campagna. Nei primi anni novanta si diffonde anche l'espressione leggenda contemporanea.

## Caratteristiche
Si tratta normalmente di racconti relativi a presunti avvenimenti presentati come realmente accaduti e attribuiti a conoscenti, amici o familiari del narrante. Nei paesi di lingua inglese è stato coniato un acronimo per riferirsi al soggetto o alla fonte di queste storie: AFOAF (A Friend Of A Friend, 'l'amico di un amico').
Merita considerare come il narrante non sia affatto mendace ma vittima stessa del fenomeno. Convinto dell'autenticità del racconto, riduce la distanza della fonte al sopramenzionato amico dell'amico, per pura comodità espositiva. La convinzione è dovuta alla natura stessa della leggenda metropolitana la quale, partendo sovente da un fatto realmente accaduto, consente quasi sempre un margine di credibilità. Gli argomenti descritti, spesso divertenti e curiosi, stimolano la memoria e ne incentivano la diffusione, in un meccanismo simile a quello che consente la divulgazione delle barzellette o degli indovinelli.
Le leggende metropolitane sono solitamente verosimili ma non documentate anche se talvolta (specie nel periodo estivo) coadiuvate dai media senza ardire nel riportare - come nella cronaca propriamente detta - le fonti, i luoghi, i protagonisti e le testimonianze.
Le leggende moderne, nate o diffuse nelle città, perpetuano un antico comportamento umano sull'intervento della fantasia su aspetti della realtà che lo circonda, soddisfacendo il bisogno universale di storie e rafforzano l'appartenenza ad un certo ambiente.
Si tratta a volte di leggende più antiche adattate e modernizzate. Le leggende metropolitane possono anche diventare uno strumento di discriminazione, quando attribuiscono, a questo o a quel gruppo etnico, religioso o d'altro tipo, dei fatti o dei comportamenti inesistenti. Tipico esempio di quest'ultimo modo d'intendere la leggenda metropolitana è la diceria secondo la quale i Rom utilizzerebbero un particolare codice per stabilire quali case derubare e quali no, ritenuta quasi sicuramente una bufala.

## Esempi
- Leggenda del mostro di Pope Lick
- Diffusa specialmente negli Stati Uniti[5], è quella di un incontro tra due giovani che non si conoscono in un locale pubblico, a cui fa seguito una nottata appassionata in albergo e che si conclude con un sinistro messaggio del partner femminile, scritto con del rossetto sullo specchio: "Benvenuto nel mondo dell'AIDS".[6]
- Ritrovamento da parte di turisti in un luogo esotico (Messico, Romania o le Seychelles) di un animale di piccola taglia, ritenuto un cane, portato a casa eludendo casualmente i controlli sanitari doganali. Il giorno seguente, dopo che i padroni notano che il cagnolino ha la bava alla bocca e gli occhi arrossati e ricoperti di muco, viene portato dal veterinario, il quale rivela loro che l'animale è in realtà un ratto o una razza di topo di fogna. La storia è spesso soggetta a varianti: in certe versioni il cagnolino viene trovato annegato nella tazza del gabinetto, e poi il corpo viene portato dal veterinario nel tentativo di capire il perché; secondo altri racconti il cagnolino messicano ha uno scontro con altri due animali e poi tutti e tre vengono portati dal veterinario.
- L'autostoppista fantasma, una misteriosa donna (in alcune versioni una bambina, in altre un giovane) che salita sulla vettura scompare nel nulla dopo avere avvisato l'autista di un pericolo, proprio nel punto in cui si scopre poi essere morta per un incidente; una variante prevede il passaggio fino a casa, spesso nei pressi di un cimitero, lasciando inavvertitamente un indumento in auto, solitamente una sciarpa o dei guanti. Il racconto termina con il proprietario del veicolo che, nel restituire gli oggetti, apprende dai familiari della persona misteriosa il decesso di questa avvenuto anni prima.
- Un folle che applicherebbe delle lame da rasoio sugli scivoli delle piscine pubbliche. La leggenda è probabilmente alimentata da autentici fatti di cronaca come quelli commessi dal cosiddetto "Jack Lametta", autore di aggressioni di alcune donne della periferia romana nell'estate del 1983, e da Unabomber.
- Abbandonare giovani alligatori nelle fogne di New York.[7] La cronaca ha riportato casi di rettili in grado di sopravvivere nell'ambiente urbano, come il pitone rilevato nel quartiere di Quarto Oggiaro, a Milano, e recuperato nel 2010 dall'ENPA.[8]
- Si narra nelle aree agricole e montane di Italia centro-settentrionale, Svizzera e Francia di un misterioso lancio di vipere da elicotteri da parte di vari soggetti come la Guardia Forestale, il partito dei Verdi o addirittura case farmaceutiche.[9]
- Leggenda del Blue Star Acid diffusa in America a partire dagli anni settanta e nata da una serie di volantini affissi presso le scuole che avvisavano i genitori degli alunni dell'esistenza di tatuaggi attacca-stacca impregnati di LSD.
- La nave e il faro, diffusasi su internet dal 1995, riguardante una nave in rotta di collisione contro un faro, è considerata una leggenda metropolitana che si è evoluta da una barzelletta esistente già nel 1930.
- Edward Mordake, uomo con una malformazione fisica, ovvero un secondo volto nella nuca, creato dal poeta Charles Lotin Hildreth.
- Spugne Fritte: La storia che gli odiatori di cani cuociono spugne e le stendono fuori (si verifica solo in Italia e nei Paesi Bassi). In realtà gli oggetti che si trovano sono quasi sempre schiuma di poliuretano o rifiuti di costruzione.[10][11][12][13]

## Nella musica
- La canzone di Elio e le Storie Tese Mio cuggino è un compendio delle leggende metropolitane più famose, riferite secondo il tipico incipit "Mi ha detto mio cuggino che..." (con la voce narrante di Aldo Baglio).
- La leggenda della morte di Paul McCartney, probabilmente alimentata da un'operazione di marketing, conosciuta anche con la sigla PID (Paul Is Dead): secondo tale diceria Paul McCartney, bassista dei Beatles, sarebbe morto in un incidente stradale nel 1966 e da allora sarebbe sempre stato sostituito da un sosia. Addirittura sono stati compiuti dei test (con analisi della conformazione del cranio e comparazione di foto) da un gruppo di studiosi, che inaspettatamente non hanno dato esito del tutto negativo.[14]
- All'inverso, soprattutto negli Stati Uniti d'America, c'è chi crede che Elvis Presley sia ancora vivo. Tra i motivi addotti dai sostenitori di questa teoria vi sono il peso della bara e l'aspetto del cadavere,[15] nonché una fantomatica registrazione di una conversazione telefonica con il cantante anni dopo la sua morte.
- La canzone Szomorú vasárnap del compositore ungherese Rezső Seress, nota anche col titolo anglofono Gloomy Sunday, è conosciuta come la canzone ungherese dei suicidi, a causa della leggenda secondo la quale la sua melodia angosciante e il testo macabro spingerebbe chi la ascolta o la canta a commettere suicidio[16]..
- Molto famose sono anche le dicerie su Ozzy Osbourne, cantante dei Black Sabbath, la cui personalità bizzarra e controversa ha generato leggende metropolitane che ne hanno accresciuto la fama. Tra le tante raccontate su di lui, la più famosa è probabilmente quella in cui si dice che abbia strappato via a morsi la testa di un pipistrello durante un concerto. Invece la notizia secondo la quale ha staccato con un morso la testa ad una colomba viva è vera: il fatto è accaduto a Los Angeles nel 1981.[17]
- Una leggenda metropolitana vuole che nella canzone Love Rollercoaster degli Ohio Players si possa udire la registrazione di un autentico urlo di terrore o dolore, a seconda delle versioni proveniente dalla vittima di un assassinio o di una violenza[18].
- Il celebre album dei Pink Floyd The Dark Side of the Moon (1973) sarebbe in realtà una colonna sonora occulta del film Il Mago di Oz: riproducendo contemporaneamente disco e film si noterebbero sorprendenti sincronie tra le immagini, i testi e la musica[19]. Nonostante le smentite, questa leggenda è così famosa da essersi guadagnata il nome di Dark Side of the Rainbow, dalla crasi del titolo dell'album e quello di Over the rainbow, la canzone più famosa del film.
- Leggende di questo tipo non sono l'esclusiva delle società urbane contemporanee. Il cantante berbero algerino Slimane Azem in una sua celebre canzone ricorda ironicamente diversi fatti che si tramandano di bocca in bocca, e spesso fanno la fortuna di chi approfitta dei creduloni:

Akkagi i d yeffeɣ lexbar
nnan-t-id di mkul mkan
lukan d ṣṣeḥ, a t-nżar
yibbwas labudd ad iban
ma yella d lekdeb, nesteɣfar
lḥaṣulin akka i d-nnan...
"Così è uscita la notizia / la raccontano per ogni dove / se sia vera, lo vedremo / un giorno forse sarà evidente. / Se salterà fuori che è falsa, chiedo scusa / sta di fatto che è così che la raccontano..."
- Pachidermi e pappagalli è un brano musicale singolo del cantante italiano Francesco Gabbani, terzo estratto dal terzo album in studio Magellano (ottava traccia dell'album) e pubblicato il 15 settembre 2017: è un insieme di anomalie, leggende metropolitane e teorie del complotto.

## Nella letteratura
- Nel racconto Riding the Bullet - Passaggio per il nulla (2001), l'autore Stephen King ribalta la classica leggenda dell'autostoppista fantasma: in questo racconto infatti è un cadavere a concedere un passaggio a un autostoppista vivo.
- Una leggenda smentita narra che la Finlandia abbia censurato il personaggio di Paperino poiché non indossava i pantaloni.[20]
- Nel fumetto italiano John Doe il protagonista scopre di essere lui stesso una leggenda metropolitana nell'episodio Hollywood Brucia, l'ottavo della prima serie.

## Nel cinema
- Nel film del 1939 Il Mago di Oz, secondo una diffusa leggenda sarebbe possibile scorgere una comparsa affetta da nanismo impiccatasi sullo sfondo di una scena.
- Il film Tre scapoli e un bebè (USA, 1987) diretto da Leonard Nimoy, divenne celebre alcuni anni dopo l'uscita nei cinema per una leggenda metropolitana che ancora oggi continua a circolare. Durante il film appare l'immagine di quello che sembra un bambino nascosto dietro una tenda, il quale non ha nulla a che vedere con la trama. La leggenda narra di un bambino che si era ucciso accidentalmente col fucile del padre proprio nell'appartamento dove fu girato il film. La voce ha numerose varianti: secondo alcune la madre, scoprendo il figlio nel film, ebbe un malore o addirittura diventò folle. L'immagine è effettivamente visibile, ma sembra in realtà trattarsi di una semplice sagoma di cartone dell'attore Ted Danson dimenticata sul set, tanto più che gli interni del film furono girati in studi cinematografici e non fu affittata nessuna vera abitazione.[21]
- Il film Candyman - Terrore dietro lo specchio (USA, 1992), diretto da Bernard Rose, si ispira a un racconto di Clive Barker e narra di una studiosa di leggende metropolitane che si imbatte per caso in un essere (Candyman, appunto) terribile, simile a un fantasma con un grande uncino al posto di una mano, che la utilizza come spettatrice inerme dei suoi efferati delitti. Il personaggio di Candyman sembra ispirata dalla "storia dell'uncino", molto diffusa negli USA: due fidanzati sfuggono fortunosamente all'assalto di un maniaco omicida con un uncino al posto della mano e, giunti a casa, trovano l'uncino incastrato nella portiera della macchina. Questa storia è talmente celebre che è stata utilizzata anche da Stephen King come titolo di un capitolo del suo saggio sull'horror Danse macabre, dedicato appunto al racconto dell'orrore nella sua forma più basica: il racconto davanti al fuoco, da cui si passa facilmente alla leggenda metropolitana.
- Il film Urban Legend (USA, 1998), diretto da Jamie Blanks e che vede la partecipazione di Joshua Jackson (uno dei protagonisti della serie TV statunitense Dawson's Creek), riassume e integra nella propria trama le principali leggende metropolitane passate alla fama mondiale: da "la banda dei fari" al "cagnolino nel forno a microonde", senza dimenticare la "baby sitter assassinata". Sono stati realizzati due seguiti, Urban Legend - Final Cut e Urban Legend 3.
- La serie giapponese Ring e la sua trasposizione americana The Ring trae ispirazione da una leggenda metropolitana, appunto su una videocassetta killer.
- Un B-Movie del 1980 Alligator è tratto dalla leggenda dei coccodrilli che infestano le fogne delle metropoli americane. Qui assumono dimensioni spropositate a causa dell'assunzione di steroidi da dei cadaveri di cane deceduti per un trattamento illegale con quei farmaci. Un fumetto apocalittico di quell'epoca dalla rivista Pilot raffigura una New York del futuro con le fogne oramai colonizzate dai rettili, divenuti un pericolo mortale per gli operai addetti.

## Nella TV
- Nella serie animata I Simpson molte delle puntate dedicate a Halloween (La paura fa 90) si ispirano anche a leggende metropolitane.
- Nella serie animata Daria l'episodio Legends of the Mall è interamente basato sulle leggende metropolitane, tra cui anche una versione rivisitata della "storia dell'uncino".
- Nella serie televisiva americana Nip/Tuck, la quarta stagione è prevalentemente dedicata al traffico illegale di organi, con attenzione particolare alla leggenda metropolitana dei "ladri di reni". In un episodio anche Liz, una delle protagoniste, si risveglia senza un rene dopo una notte trascorsa con una misteriosa e affascinante donna conosciuta in un bar per lesbiche.
- Il programma televisivo Urban Legends, trasmesso su Italia 1 e condotto da Andrea Pellizzari, tratta di leggende metropolitane.
- In una puntata del telefilm Genitori in blue jeans, durante la quale i protagonisti raccontano storie del terrore, Mike narra di aver dato un passaggio a un'autostoppista fantasma.
- Nella trasmissione scientifico-divulgativa MythBusters i due conduttori Adam Savage e Jamie Hyneman cercano in ogni puntata di sfatare, o confermare, famose leggende metropolitane.
- Nel programma divulgativo Voyager, in onda su Rai 2 e condotto da Roberto Giacobbo, in diverse puntate si è parlato di leggende metropolitane e delle loro probabili origini.

## Nello sport
Anche in ambito sportivo alcune leggende metropolitane hanno spesso catalizzato l'attenzione di stampa e opinione pubblica.
- Viene sovente riportato che, dopo la clamorosa sconfitta per 0-1 dell'Inghilterra contro gli Stati Uniti in occasione dei mondiali di calcio del 1950, alcuni giornali britannici avrebbero pubblicato la notizia della vittoria inglese per 10-1 o per 10-0, credendo in un errore di battitura nella comunicazione telegrafica ricevuta dal Brasile. Viene pure aggiunto che, avuta la conferma del sorprendente esito della partita, i quotidiani avrebbero rettificato il risultato venendo stampati con una carta bordata a lutto, sullo stile dei necrologi. Recenti ricerche, tuttavia, confermano che si tratta solo di una leggenda metropolitana[22].
- Per via dell'inesistenza del calcio professionistico nei paesi socialisti, sorse una celebre leggenda metropolitana relativa alla reale professione del calciatore nordcoreano Pak Doo-Ik, il quale segnò la rete contro l'Italia e ne sancì l'eliminazione dal campionato mondiale del 1966. Spesso menzionato da parte della stampa come odontoiatra, Pak Doo-Ik era invece insegnante di educazione fisica.
- Luís Sílvio, calciatore della Pistoiese nella stagione 1980-1981, si sarebbe poi stabilizzato in Italia per aprire un bar o una pizzeria, oppure avrebbe svolto l'attività di venditore ambulante presso lo stadio di Pistoia o addirittura quella attore di film pornografici. Tutte queste notizie si rivelarono false in base alle dichiarazioni rese in seguito dal calciatore in una intervista alla Gazzetta dello Sport. Egli infatti raccontò che nel 1981 aveva lasciato definitivamente l'Italia per proseguire la propria carriera calcistica in Brasile fino all'inizio degli anni novanta. In seguito era divenuto imprenditore nel settore dei ricambi industriali.[23]

## Nei videogiochi
Esistono molte leggende metropolitane che hanno come argomento i videogiochi, che negli ultimi anni si diffondono tramite il Web, mentre inizialmente erano diffuse sulle riviste specializzate.
- Tra gli appassionati del gioco Grand Theft Auto: San Andreas è nota una leggenda secondo la quale nella foresta di Back O' Beyond sarebbe possibile avvistare il Bigfoot. Terry Donovan della Rockstar Games, ha smentito ufficialmente le voci sull'esistenza del mostro nel videogioco, nella rivista Electronic Gaming Monthly nel gennaio 2005[24]. Un'altra leggenda metropolitana diffusa riguardo a questo videogioco è quella dell'Epsilonismo, ovvero la religione fittizia presente nell'altrettanto fittizio mondo di San Andreas, che rappresenta probabilmente una parodia di Scientology. Secondo la leggenda, attenendosi ai princìpi, noti, di questa religione, si arriverebbe a incontrare il fantomatico dio venerato dagli epsilonisti, detto Kifflom. Per fare ciò, si dovrebbe seguire un preciso percorso, definito Epsilon Program[25], che prevede svariate azioni da compiere, comportamenti da tenere, abiti da indossare e perfino tatuaggi da fare all'interno del gioco. Alla fine di tale percorso, ci si troverebbe appunto faccia a faccia con Kifflom, che, sempre secondo le storie, assegnerebbe al giocatore una o più missioni aggiuntive, in cui si interverrebbe sulla fossa comune a El Castillo del Diablo, noto Easter egg del videogioco. Questa leggenda non è mai stata ufficialmente smentita dalla Rockstar Games, che, anzi, l'ha alimentata creando un sito web interamente dedicato all'Epsilonismo[26][27], che espone comandamenti e princìpi della setta. Il sito contiene anche presunte testimonianze di epsilonisti e un indirizzo, ovviamente falso, a cui i nuovi fedeli sarebbero tenuti a inviare denaro, che rimanda alle isole Cayman. Esistono tuttavia numerose smentite su questa leggenda da parte di alcuni utenti, che avrebbero setacciato i file della versione PC di Grand Theft Auto: San Andreas in cerca degli elementi di cui parla l'Epsilon Program, senza trovare nulla[28]. Rockstar ha poi inserito una intera serie di missioni dedicate all'Epsilon Program nel seguito Grand Theft Auto V.
- Un'altra leggenda circola attorno a un ipotetico videogioco arcade chiamato Polybius. Secondo alcune testimonianze Polybius sarebbe stato un videogioco arcade creato da una società chiamata Sinneslöschen (parola tedesca composta, che tradotta suona come "cancella-mente"), distribuito nel 1981 in una manciata di unità a Portland. Il gioco, uno shooter piuttosto astratto dotato di alcuni elementi puzzle, probabilmente in grafica vettoriale, avrebbe avuto una sorta di effetto ipnotico su chi lo giocava, costringendolo a rimanere a giocare diverse ore, per poi provocare diversi malesseri psicofisici come amnesie, nausee, allucinazioni e incubi. I gestori delle sale giochi avrebbero avuto diverse visite di strani "uomini in nero", che si presentavano non tanto per la raccolta dei quarti di dollaro, bensì per la lettura di misteriosi dati che il cabinato rilevava. Dopo un breve periodo le macchine sparirono nel nulla, per non riapparire più. Di Polybius esiste solamente uno screenshot, probabilmente contraffatto, che mostra la schermata iniziale.[29][30]
- Una leggenda riguarda il videogioco della Blizzard Diablo, secondo la quale era disponibile un cosiddetto "Cow Level" tramite il ripetuto clic del mouse su una mucca del gioco. Il livello fu poi introdotto realmente dai creatori, nel seguito Diablo 2.[31]
- Una leggenda vuole che, nei primi tre episodi della serie Tomb Raider, compiendo determinate azioni in sequenza si potesse vedere la protagonista Lara Croft completamente nuda[32].